# Witalij Kabałojew
Witalij Jermakowicz Kabałojew (ros. Виталий Ермакович Кабалоев; ur. 18 września 1996) – rosyjski zapaśnik startujący w stylu klasycznym. Zajął siódme miejsce na mistrzostwach świata w 2019 roku. 
Mistrz Europy w 2019 i drugi w 2020. Drugi na MŚ U-23 w 2018. Mistrz Rosji w 2018, 2019, 2020 i 2023; drugi w 2021 roku.